# Twist (Film)
Twist ist ein britisches Krimidrama aus dem Jahr 2021, bei dem Martin Owen Regie führte. Der Film ist eine Adaption von Charles Dickens’ Roman Oliver Twist aus dem Jahr 1838.

## Handlung
Ein Dieb namens Tom Chitling stiehlt einen Umschlag aus einem Safe und entkommt den Wachen, wird aber von einem noch unbekannten Angreifer von einem Gebäude geworfen. Der Umschlag wird gestohlen, während Tom dem Tod überlassen wird.
Jahre zuvor lebte ein Junge namens Oliver mit seiner Mutter Molly zusammen, deren Hobby die Malerei war. Nachdem Molly aus unbekannten Gründen stirbt, läuft Oliver verängstigt weg, weil er niemanden kennt. Er bringt sich selbst Freerunning bei und bekommt den Spitznamen „Twist“. Als er eines Tages Graffiti auf das Fahrzeug eines Verkehrspolizisten sprüht, wird er von der Polizei verfolgt und trifft auf Dodge und Batesey. Sie fliehen in ihre Bude in der Nähe der Truman-Brauerei, wo Twist auf Fagin, ihren Fürsorger, trifft. Am nächsten Morgen malt Twist ein riesiges Graffiti auf ein Gebäude. Fagin schickt Red, um Twist (der in sie verliebt ist) zum Abendessen einzuladen. In der Zwischenzeit trifft sich Fagin mit seiner Bekannten Sikes, die ihm verrät, dass sie Chitling vorsätzlich gestoßen habe. Twist bleibt bei der Gruppe und Fagin enthüllt seinen Plan, den Kunsthändler Dr. Crispin Losberne zu bestehlen, der Fagin alles genommen hat. Fagin erklärt, dass Losberne einst eine Partnerschaft mit einem Mr. Issac Solomon einging, den Losberne ebenfalls verriet. Red rempelt Losberne an und bittet zur Ablenkung darum, bei Losberne ein Praktikum zu machen. Sie stehlen dann sein Handy, Batesey kopiert dessen Daten und so bekommt Fagin am nächsten Tag die Baupläne für Losbernes Galerie. 
Red platziert eine kleine Bombe im Badezimmer von Losberne, um ein verlorenes Gemälde von William Hogarth zu stehlen. Die Bombe sprengt ein Wasserrohr. Das überflutet den Keller und führt dazu, dass das Gemälde weggebracht werden muss. Zurück in der Basis denkt Twist, dass Red und Sikes ein Paar seien, was ihn verärgert. In einer Kneipe taucht Red auf und Sikes' Schläger greifen die Gruppe an, während Dodge in der Jukebox Ever Fallen In Love spielt. Twist und Red flüchten in ein Schwimmbad, wo sich die beiden küssen und durch den Park rennen. Twist wird von dem Verkehrspolizisten von vorhin verhaftet und von den Detectives Brownlow und Bedwin verhört. Sie erzählen ihm von Chitlings Tod. Twist wird freigelassen und kehrt zur Basis zurück. Batesey plant, in eine Transportkiste zu steigen, um das Gemälde zu stehlen, aber da er unter Klaustrophobie leidet, tauscht Twist mit ihm den Platz.
Losberne erfährt von dem geplanten Diebstahl, woraufhin Twist aus dem Wagen flieht. Sikes sammelt Batesey ein und tötet ihn scheinbar. Twist kehrt zur Basis zurück und fragt: „Was ist mit Tom Chitling passiert?“ Sikes enthüllt, dass sie Tom getötet habe. Fagin schmiedet einen Plan, um in das Auktionsgebäude einzubrechen. Verkleidet schleicht sich die Gruppe hinein und Fagin platziert eine Waffe in Losbernes Jackentasche. Als er vermeintlich nach seinem Handy greift und stattdessen die Waffe in der Hand hält, löst dies eine große Evakuierung aus. Twist stiehlt das Gemälde und flieht mit Dodge. Batesey, der noch am Leben ist, enthüllt, dass Sikes versucht hat, ihn zu töten, und trifft sich mit ihnen im Stützpunkt, wo Twist enthüllt, dass er ein Duplikat des Gemäldes angefertigt und das echte Gemälde versteckt habe. Er und Red entkommen und Sikes schießt auf Fagin. Sie verfolgt die beiden bis zu einem Dach, wird von Fagin erschossen und stürzt vom Gebäude.
Eine Woche später trifft Twist Bedwin und Brownlow in einem Café und hinterlässt ihnen den Umschlag und einen Schlüssel. Dann ruft er Brownlow an und deutet an, dass das Gemälde die ganze Zeit über ihnen an der Wand im Café hing. Der Umschlag verrät die wahren Besitzer des Gemäldes und der Schlüssel führt sie zu einem Lagerraum, das Losberne gehört (der verhaftet wird) und in dem viele gestohlene Kunstwerke aufbewahrt werden. Fagin entpuppt sich als Issac Solomon und verlässt die Bande. Es wird auch enthüllt, dass Twist, als er im Lieferwagen saß, dort ein Gemälde seiner Mutter heimlich platziert hat, damit es nun in der National Gallery ausgestellt wird.
Der Film endet damit, dass Twist der Bande sagt, sie solle aufhören zu stehlen und anfangen, Gemälde zu verkaufen, während er und Red eine Beziehung beginnen.